# NGC 4644
NGC 4644 ist eine Balken-Spiralgalaxie vom Hubble-Typ SBb/P im Sternbild Großer Bär am Nordsternhimmel. Sie ist schätzungsweise 224 Millionen Lichtjahre von der Milchstraße entfernt und hat einen Durchmesser von etwa 150.000 Lichtjahren. Vom Sonnensystem aus entfernt sich die Galaxie mit einer errechneten Radialgeschwindigkeit von näherungsweise 4.900 Kilometern pro Sekunde.
Gemeinsam mit PGC 42725 (NGC 4644b) bildet sie das gravitativ gebundene Galaxienpaar Holm 447 oder KPG 352. Weiterhin gilt sie als Teil der zehn Mitglieder zählenden Lyons Groups of Galaxies LGG 300 unter NGC 4686. 
Die Typ-IIn Supernova SN 2007cm wurde hier beobachtet.
Das Objekt wurde am 14. April 1789 von Wilhelm Herschel mit einem 18,7-Zoll-Spiegelteleskop entdeckt, der sie mit „F, S“ beschrieb.

## Galaktisches Umfeld
| Nr. | Galaxie          | Alternativname          | Rek           | Dek           | Distanz/asec |
| --- | ---------------- | ----------------------- | ------------- | ------------- | ------------ |
| →   | NGC 4644         | LEDA/PGC 42708          | 12h42m42.657s | +55d08m43.85s | 0            |
| 1   | LEDA/PGC 42725   | NGC 4644B               | 12h42m52.650s | +55d08m44.90s | 86.38        |
| 2   | LEDA/PGC 2816018 | 2MASX J12423240+5510096 | 12h42m32.353s | +55d10m10.13s | 122.19       |
| 3   | LEDA/PGC 2495271 | NSA 42714               | 12h41m27.350s | +55d14m15.50s | 724.87       |
| 4   | LEDA/PGC 214022  | NSA 42725               | 12h43m01.330s | +54d53m45.60s | 911.58       |
| 5   | LEDA/PGC 2485396 | 2MASX J12413383+5456405 | 12h41m33.839s | +54d56m40.86s | 934.20       |
| 6   | LEDA/PGC 2488816 | 2MASX J12442471+5502501 | 12h44m24.673s | +55d02m50.53s | 944.32       |
| 7   | LEDA/PGC 2487305 | 2MASX J12441516+5500081 | 12h44m15.136s | +55d00m08.00s | 947.08       |